# Île de Kapiti
L'Île de Kapiti est une île petite mais notable à environ 8 km de la côte ouest de la partie basse de l'Île du Nord de la Nouvelle-Zélande. Elle fait 10 kilomètres de long, orientée du sud-ouest/nord-est et environ 2 kilomètres de large. Étant plus ou moins rectangulaire, elle a une aire de 19,65 km2.

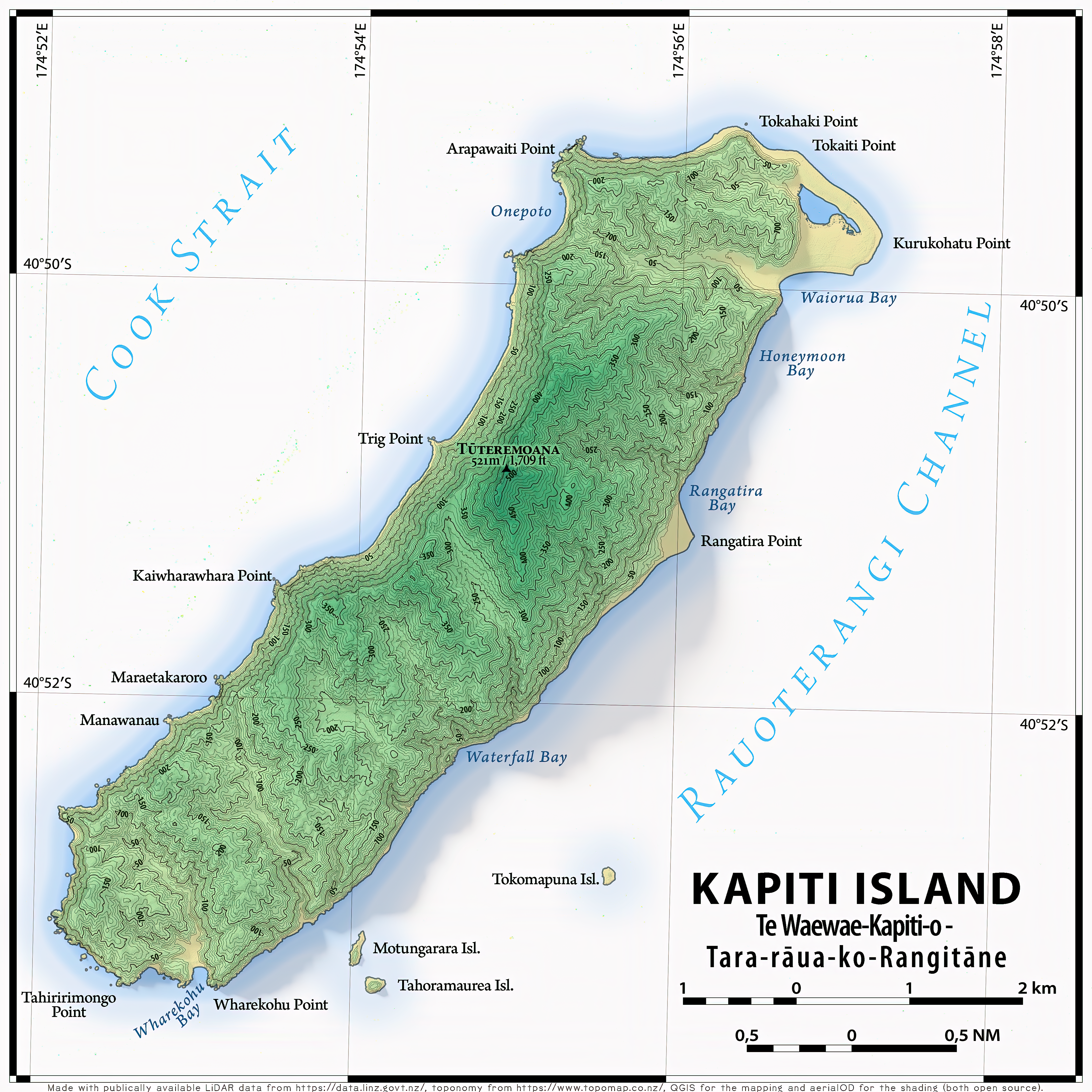
Carte topographique de l'île Kapiti

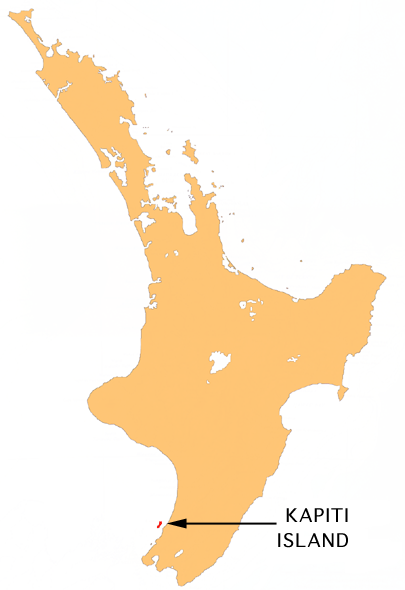
Île de Kapiti.

L'île est séparée du territoire continental par le canal Rauoterangi. Le plus haut point sur l'île est Tuteremoana (521 m). Le côté ouest de l'île est particulièrement rocheuse et a de hautes falaises de quelques centaines de mètres de haut. Les falaises sont soumises à de très forts vents dominants d'ouest. La végétation broussailleuse y est basse et rabougrie en raison des conditions dures de l'environnement.
La végétation de l'île est dominée par les broussailles et la forêt de kohekohe, tawa et de kanuka. La plus grande partie de la forêt se régénère naturellement après des années d'incendie et d'exploitation agricole, mais il reste quelques zones de la végétation d'origine avec des arbres de 30 m.
L'île est le site de Réserve naturelle d'Île de Kapiti et est contiguë à la Réserve Marine Kapiti. Une grande partie est dans la propriété publique. 
L'île est l'habitat d'un certain nombre d'oiseaux natifs (surtout réintroduits), dont le takahé, glaucope cendré, sarcelle de Nouvelle Zélande, méliphage hihi et créadion rounoir, petroica macrocephala, rhipidura fuliginosa, ruru, Râle wéka et miro de Garnot. Le kiwi brun de l'île du nord et kiwi d'Owen ont été lâchés sur l'Île, entre 1890 et 1910, et l'île est devenue un refuge pour ces dernières espèces. L'éradication des rats a causé l'accroissement du kakariki à front rouge, du miro de Garnot, du méliphage carillonneur  et du créadion rounoir. L'île est considérée comme un des sites les plus importants de la Nouvelle-Zélande pour la récupération d'oiseau, aussi bien qu'un site de reproduction important pour les oiseaux de mer.
Proche de Wellington, il y a des voyages touristiques réguliers sur l'île, limitée à 50 personnes par jour et c'est une destination surtout populaire pour les ornithologues amateurs. N'ayant aucun prédateur mammifère naturel, les oiseaux de Nouvelle-Zélande sont confiants et un visiteur de l'île sera probablement récompensé en voyant un certain nombre d'espèces.